# كاتدرائية سانت ميشيل وغاودلا

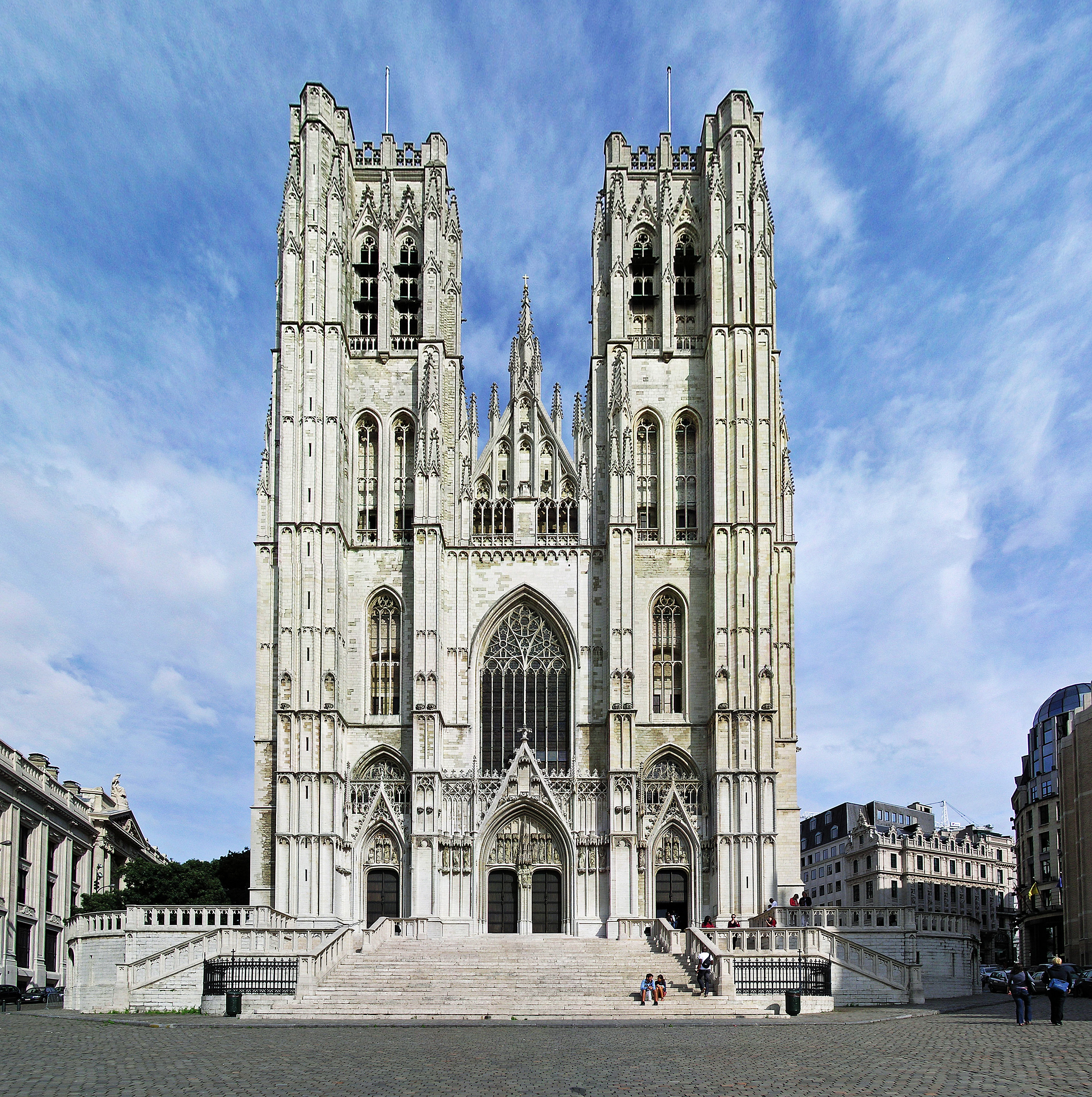
كاتدرائية سانت ميشيل وغاودلا، في مدينة بروكسل.

كاتدرائية سانت ميشيل وغاودلا (بالفرنسيَّة: Co-Cathédrale collégiale des Ss-Michel et Gudule؛ بالهولنديَّة: Collegiale Sint-Michiels- en Sint-Goedele-co-kathedraal) هي كاتدرائية رومانية كاثوليكية في مدينة بروكسيل، بلجيكا. منذ عام 1962 حصلت الكاتدرائية على وضع كاتدرائية أبرشية ميكلين بروكسل الرئيسية، جنبًا إلى جنب مع كاتدرائية القديس رامبولد في ميكلين.
نظرًا لأهمية الكاتدرائية وموقعها في العاصمة الوطنية، فإنه غالبًا ما يتم استخدام الكاتدرائية للاحتفالات الكاثوليكية الوطنية، مثل الزواج الملكي والجنازات الرسمية. على سبيل المثال شهدت الكاتدرائية في عام 1999 مراسيم حفل زفاف فيليب ملك بلجيكا وماتيلد دوقة برابانت.

## أعلام
- إيزابيلا كلارا يوجينيا
- روجير فان در فايدن
- كارل ألكسندر من لورين
- ألبرت السابع، أرشيدوق النمسا
- أرشيدوق أرنست من النمسا